# Cellulosilyticum
Cellulosilyticum es un género de bacterias grampositivas de la familia Lachnospiraceae. Fue descrito en el año 2010. Su etimología hace referencia a disolución de celulosa. Es grampositiva, aunque se tiñe gramnegativa por la delgada pared celular. Es anaerobia, forma esporas terminales. Temperatura óptima de crecimiento de 40 °C. Produce acetato, pero no ácido butírico. Hidroliza celulosa y xilano, y fermenta la celobiosa. Incluye una especie aislada del rumen de animales (Cellulosilyticum ruminicola) y otras ambientales (Cellulosilyticum lentocellum). 